# Lerzy
Lerzy es una comuna francesa situada en el departamento de Aisne, de la región de Alta Francia.

## Geografía
Está ubicada a 12 km al norte de Vervins.

## Demografía
| 303 | 263 | 257 | 220 | 209 | 212 | 217 | 209 |
| Para los censos de 1962 a 1999 la población legal corresponde a la población sin duplicidades (Fuente: INSEE [Consultar]) |     |     |     |     |     |     |     |